# Resolutie 2194 Veiligheidsraad Verenigde Naties
Resolutie 2194 van de Veiligheidsraad van de Verenigde Naties werd unaniem door de VN-Veiligheidsraad aangenomen op 18 december 2014. Ze verlengde de ambtstermijn van zes rechters van het Rwanda-tribunaal, en die van de voorzitter en de openbaar aanklager van het tribunaal.

## Achtergrond
Toen Rwanda een Belgische kolonie was werd de Tutsi-minderheid in het land verheven tot een elite die de grote Hutu-meerderheid wreed onderdrukte. Na de onafhankelijkheid werden de Tutsi verdreven en namen de Hutu de macht over. Het conflict bleef aanslepen en in 1990 vielen Tutsi-milities verenigd als het FPR Rwanda binnen. Met Westerse steun werden zij echter verdreven. In Rwanda zelf werd de Hutu-bevolking opgehitst tegen de Tutsi. Dat leidde begin 1994 tot de Rwandese genocide. De UNAMIR-vredesmacht kon vanwege een te krap mandaat niet ingrijpen. In 1994 werd het Rwanda-tribunaal opgericht om de daders van de genocide en andere mensenrechtenschendingen die dat jaar in Rwanda hadden plaatsgegrepen te berechten.

## Inhoud
Het Rwanda-tribunaal, opgericht op 8 november 1994, was inmiddels twintig jaar oud. Negen verdachten die door het tribunaal werden gezocht bleven onvindbaar. Ook bleef men kampen met een hoog personeelsverloop. In 2010 was beslist dat het tribunaal eind 2014 moest worden afgerond, maar die datum werd niet gehaald. De volgende rechters zagen derhalve hun ambtstermijn verlengd:
Tot 31 juli 2015:
- Mehmet Güney
- William Sekule

Tot 31 december 2015:
- Mandiaye Niang
- Khalida Khan
- Arlette Ramaroson
- Bachtiejar Toezmoechamedov

Ook de ambtstermijn van Vagn Joensen, die voorzitter van het tribunaal was, werd verlengd tot 31 december 2015.
Daarnaast werd Hassan Jallow opnieuw benoemd tot openbaar aanklager voor een termijn van 1 januari tot 31 december 2015.

## Verwante resoluties
- Resolutie 2080 Veiligheidsraad Verenigde Naties (2012)
- Resolutie 2150 Veiligheidsraad Verenigde Naties

Lijst ·  2133 ·  2134 ·  2135 ·  2136 ·  2137 ·  2138 ·  2139 ·  2140 ·  2141 ·  2142 ·  2143 ·  2144 ·  2145 ·  2146 ·  2147 ·  2148 ·  2149 ·  2150 ·  2151 ·  2152 ·  2153 ·  2154 ·  2155 ·  2156 ·  2157 ·  2158 ·  2159 ·  2160 ·  2161 ·  2162 ·  2163 ·  2164 ·  2165 ·  2166 ·  2167 ·  2168 ·  2169 ·  2170 ·  2171 ·  2172 ·  2173 ·  2174 ·  2175 ·  2176 ·  2177 ·  2178 ·  2179 ·  2180 ·  2181 ·  2182 ·  2183 ·  2184 ·  2185 ·  2186 ·  2187 ·  2188 ·  2189 ·  2190 ·  2191 ·  2192 ·  2193 ·  2194 ·  2195